# Escaldante Banda
Escaldante Banda é o primeiro álbum da banda paulista Garotas Suecas. Lançado pelo selo norte-americano American Dust em setembro de 2010, no Brasil e nos Estados Unidos, o disco traz dez canções, das quais nove são cantadas em português e uma em inglês. 

## Crítica
"Após burilar sua musicalidade em uma série de EPs e ganhar a simpatia dos gringos, o Garotas Suecas finalmente lançou um álbum completo. Calcado em levadas de funk, soul e jovem guarda, o debute retrata uma banda afiadíssima, que sabe trabalhar bem todas essas influências. Já estava na hora de o Brasil também descobri-los." -  Rolling Stone Brasil
O álbum foi escolhido como décimo melhor disco nacional de 2010 pela revista Rolling Stone Brasil e a canção "Não Se Perca por Aí", quarta faixa do disco, foi escolhida a décima segunda melhor canção de 2010 pela mesma publicação.

## Faixas
| N.º | Título                         | Compositor(es)                                     | Duração |  |
| 1.  | "Tudo Bem"                     | Guilherme Saldanha/Tomaz Paoliello                 | 3:14    |  |
| 2.  | "Banho de Bucha"               | Guilherme Saldanha/Sergio Sayeg                    | 3:20    |  |
| 3.  | "Ela"                          | Tomaz Paoliello                                    | 3:49    |  |
| 4.  | "Não Se Perca Por Aí"          | Guilherme Saldanha                                 | 2:39    |  |
| 5.  | "Você Não É Tudo Isso Meu Bem" | Guilherme Saldanha/Tomaz Paoliello/Fernando Freire | 3:32    |  |
| 6.  | "Mercado Roque Santeiro"       | Tomaz Paoliello                                    | 3:37    |  |
| 7.  | "Ninguém Mandou"               | Tomaz Paoliello                                    | 2:39    |  |
| 8.  | "Alma"                         | Sérgio Sayeg                                       | 3:51    |  |
| 9.  | "Olhos da Cara"                | Guilherme Saldanha/Sergio Sayeg                    | 3:46    |  |
| 10. | "Sunday Night Blues"           | Tomaz Paoliello                                    | 4:28    |  |